# Cross Mesa
Die Cross Mesa (spanisch Meseta la Cruz) ist ein 40 m hoher und bewachsener Hügel mit abgeflachtem Gipfel auf King George Island im Archipel der Südlichen Shetlandinseln. Auf der Fildes-Halbinsel ragt er westlich des Square Rock Point auf.
Chilenische Wissenschaftler benannten ihn etwa 1984 nach einem auf dem Hügel errichteten Holzkreuz. Das UK Antarctic Place-Names Committee übertrug diese Benennung im Jahr 2007 ins Englische.